# Полянський потік (притока Яловчанки)
Полянський потік (словац. Poliansky potok) — річка; права притока Яловчанки, протікає в окрузі Ліптовський Мікулаш.
Довжина приблизно 4.0 км. Витік знаходиться в масиві Західні Татри (геоморфологічна підодиниця Сивий Верх); схил гори Палениця) на висоті приблизно 1600 метрів.
Протікає територією села Бобровец. Впадає в Яловчанку на висоті приблизно 1005 метрів.